# Open Road Films
Az Open Road Films, LLC (korábban Global Road Entertainment 2017-től 2018-ig) amerikai filmgyártó és forgalmazó cég, amelynek székhelye a kaliforniai Los Angelesben található. 2011 márciusában indult a két legnagyobb amerikai moziüzemeltető, az AMC Theatres és a Regal Entertainment Group közös vállalkozásként, amelyek mindketten tulajdonosaik voltak a vállalatnak. 2017 augusztusában a Donald Tang tulajdonában lévő médiavállalat, a Tang Media Partners vásárolta fel. A Tang felvásárlása után a két cég, az Open Road és az IM Global egyesült, és megalakult a "Global Road Entertainment". 2018 szeptemberében az Open Road 11. fejezet szerinti csődeljárás indult. A csőd nem érintette a TMP-t, az IM Global-t vagy az IM Global TV-t. 2018. november 6-án az Open Road beleegyezett, hogy a Raven Capital Management megvásárolja. A Raven 2019 februárjában fejezte be a felvásárlást.

## Irányítás
2017 augusztusában Rob Friedman lett a Global Road elnök-vezérigazgatója, miután Eric Hohl távozott a cégtől. Rodolphe Buet-t 2017 októberében nevezték ki nemzetközi elnöknek, és a következő hónapban Lynn Harrist nevezték ki a globális gyártási részleg elnökévé. 2018 elején Jack Pant nevezték ki a világszintű színházi marketingért felelős elnöknek.
2018 márciusában a vállalat bejelentette, hogy több új munkatársat is felvettek a nemzetközi értékesítési részlegükbe, köztük Charlotte Van Weede-t a nemzetközi értékesítés elnökeként (Michael Rothstein helyére), Brad Kembel-t a forgalmazás és üzemeltetés ügyvezető alelnökeként, Melissa Martinez-t a nemzetközi marketing ügyvezető alelnökeként és Sarah Genazzani-t a nemzetközi marketing igazgatójaként, Tatyana Joffe, a nemzetközi értékesítés ügyvezető alelnöke pedig meghosszabbította szerződését, hogy az új csapattal dolgozhasson.

## Filmográfia

### 2010-es évek
| Megjelenés dátuma    | Cím                                | Megjegyzés                           |
| -------------------- | ---------------------------------- | ------------------------------------ |
| 2011. szeptember 23. | Válogatott gyilkosok               | Társforgalmazás a FilmDistrict-vel   |
| 2012. január 27.     | Fehér pokol                        | Társforgalmazás a FilmDistrict-vel   |
| 2012. március 9.     | Silent House                       | [ 6 ]                                |
| 2012. április 13.    | A titok nyitja                     | Társforgalmazás a FilmDistrict-vel   |
| 2012. augusztus 24.  | Üss vagy fuss!                     | [ 8 ]                                |
| 2012. szeptember 21. | Az utolsó műszak                   | [ 9 ]                                |
| 2012. október 26.    | Silent Hill – Kinyilatkoztatás     | Csak amerikai forgalmazás            |
| 2012. november 21.   | Vörös hajnal                       | Társforgalmazás a FilmDistrict-vel   |
| 2013. január 11.     | Hátborzongat-Lak                   | [ 11 ]                               |
| 2013. február 8.     | Mellékhatások                      | [ 12 ]                               |
| 2013. március 29.    | A burok                            | [ 13 ]                               |
| 2013. augusztus 16.  | Jobs – Gondolkozz másképp          | [ 14 ]                               |
| 2013. október 11.    | Machete gyilkol                    | [ 15 ]                               |
| 2013. november 27.   | Harcban élve                       | [ 15 ]                               |
| 2013. december 25.   | Justin Bieber: Believe             | [ 16 ]                               |
| 2014. január 17.     | A mogyoró-meló                     | [ 17 ]                               |
| 2014. március 28.    | Szabotázs                          | [ 18 ] [ 19 ]                        |
| 2014. április 18.    | Hátborzongat-Lak 2.                | [ 20 ]                               |
| 2014. május 9.       | A séf                              | [ 21 ]                               |
| 2014. július 25.     | The Fluffy Movie                   | [ 22 ]                               |
| 2014. október 31.    | Éjjeli féreg                       |                                      |
| 2014. november 14.   | Rosewater                          |                                      |
| 2015. január 30.     | Kéjlak                             |                                      |
| 2015. március 20.    | Gunman                             |                                      |
| 2015. április 24.    | Little Boy                         |                                      |
| 2015. június 19.     | Kábszer                            | [ 23 ] [ 24 ]                        |
| 2015. október 23.    | Afgán csillag                      | [ 25 ]                               |
| 2015. november 6.    | Spotlight – Egy nyomozás részletei | Csak amerikai forgalmazás            |
| 2016. január 29.     | A fekete ötven árnyalata           | Csak amerikai forgalmazás            |
| 2016. február 26.    | Tripla kilences                    | Csak amerikai forgalmazás            |
| 2016. április 29.    | Anyák napja                        | Csak amerikai forgalmazás            |
| 2016. július 29.     | Gleason                            | Társforgalmazás az Amazon Studiossal |
| szeptember 16.       | Snowden                            | [ 31 ]                               |
| 2016. október 14.    | Max Steel                          | [ 32 ]                               |
| 2016. november 18.   | Vasakarat                          | [ 33 ]                               |
| 2017. január 13.     | Álmatlanság                        | [ 34 ]                               |
| 2017. február 24.    | Ütközés                            | Csak amerikai forgalmazás            |
| 2017. március 3.     | Mielőtt elmegyek                   | [ 36 ]                               |
| 2017. április 14     | Spark                              | [ 37 ]                               |
| 2017. április 21     | Az ígéret                          | [ 38 ]                               |
| 2017. augusztus 11.  | A mogyoró-meló 2.                  | [ 39 ]                               |
| 2017. szeptember 8.  | Újra otthon                        | [ 40 ]                               |
| 2017. október 13.    | Marshall – Állj ki az igazságért!  |                                      |
| 2017. október 27.    | Csak téged látlak                  |                                      |

### 2020-as évek
| Megjelenés dátuma | Cím                  | Megjegyzés                                    |
| ----------------- | -------------------- | --------------------------------------------- |
| 2020. október 16. | Becsületes tolvaj    | Társforgalmazás a Briarcliff Entertainmenttel |
| 2020. október 23. | Miután összecsaptunk |                                               |
| 2021. január 15.  | Az oltalmazó         | Társforgalmazás a Briarcliff Entertainmenttel |
| 2021. április 30. | Separation           | Társforgalmazás a Briarcliff Entertainmenttel |